# Signes (Maurice Merleau-Ponty)
Pour les articles homonymes, voir Signes.
Signes est un ouvrage de phénoménologie et de philosophie du langage de Maurice Merleau-Ponty publié chez Gallimard en 1960. 
Le philosophe français y analyse le phénomène de la parole, qui ne peut se réduire à la langue des linguistes non plus qu'à la psychologie. Contre une philosophie idéaliste qui voit en la parole le signe de la pensée, Merleau-Ponty cherche à retrouver la corporéité du signe, antérieure à notre conscience constituante. S'annonce ici l'idée de notre appartenance à un monde « pré-constitué » où le sens est déjà là, de même que le langage, que nous ne faisons que réinvestir.

## Citations

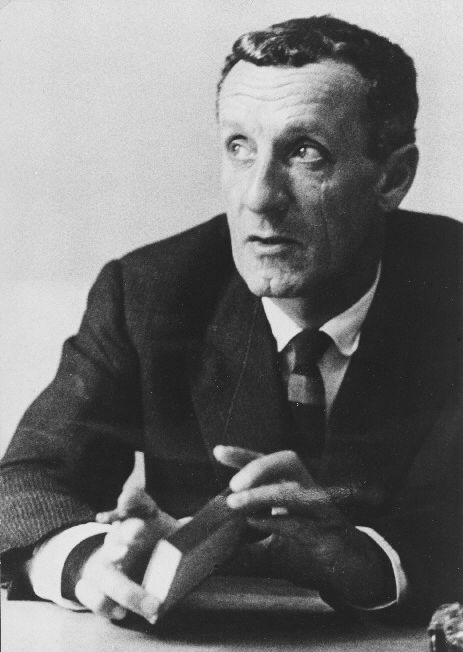
Maurice Merleau-Ponty

- « Beaucoup plus qu’un moyen, le langage est quelque chose comme un être. » (p. 54)
- « Les paroles que je prononce me surprennent et m’enseignent ma pensée. »

## Commentaires
- « Merleau-Ponty caractérise comme institution le mode d'exister propre de l'expression et, plus précisément, le type de temporalisation qui s'y manifeste : alors que, pour la théorie classique, le sens est constitué par la conscience au sein d'une matière (sensations ou signes), il est au contraire, pour Merleau-Ponty, ce qui est institué par un « geste », c'est-à-dire une dimension ou un principe d'unité qui n'ont pas d'autre contenu que l'avenir auquel ils donneront lieu, «l'imminence du tout dans les parties». Le passage de la constitution à l'institution annonce le passage d'une philosophie de la conscience à une philosophie de l'historicité transcendantale. Notons ici, sans pouvoir nous y arrêter, que cette analyse de l'institution permet à Merleau-Ponty de penser ensemble le surgissement du sens dans la parole et l'émergence d'un sens dans l'Histoire. D'autre part, en subordonnant la perception à l'expression, Merleau-Ponty prépare une refonte plus radicale encore car dire que le corps est expression primordiale, c'est reconnaître que la conscience cesse d'en être le sujet et c'est donc ouvrir la question du « sujet » du processus expressif, de la nature de l'Instituant primordial. À travers et par-delà le mouvement humain de l'expression, c'est le mouvement de phénoménalisation de l'Etre qui se fait jour. » Merleau Ponty, Renaud Barbaras, Ellipses, Paris, 1997, p. 23.

- « Le langage est expression et non pas signe, réalisation du sens et non représentation de la conscience. Mais on ne doit même pas dire que c’est la conscience qui parle : à travers la notion d’expression, Merleau-Ponty nous montre une dimension beaucoup plus vaste, qui fait que la conscience et le corps dépassent leur séparation, et que le monde et le moi sont dans un commerce pré-réflexif. Finalement, l’expression est antérieure à la perception du monde, ce qui ne signifie pas que l’idée serait le sens de l’être par-delà le corps perçu, mais qu’au contraire l’être est expression dans la chair, que tout être est pour l’homme expression, c'est-à-dire l’unité d’un dedans et d’un dehors, l’unité de la conscience et de l’objet, l’unité du moi et de l’autre. L’expression est donc aussi reconnaissance, et c’est cela véritablement le sens, puisque je ne comprends mes propres paroles que parce qu’elles sont dites pour l’autre, et que le sens n’existe dans le monde que parce que les gestes de l’autre prolongent mon corps et l’habitent dans l’intention. La parole est l’interprétant général de l’être au monde de l’homme, elle est, finalement, l’essence, pour l’homme de l’exister. Pour l’homme, exister c’est parler, c’est-à-dire habiter un monde de gestes. La parole est quelque chose comme un univers, capable de  loger en elle les choses mêmes, après les avoir changées en leur sens. »  Merleau-Ponty, Le langage et la parole, Philippe Touchet (texte disponible en ligne).